# Gleichgewichtseinkommen
Unter Gleichgewichtseinkommen versteht man das Nationaleinkommen bzw. das Inlandsprodukt Y, bei welchem die damit verbundene Nachfrage gleich diesem Inlandsprodukt ist.

## Fall keynesianische Modelle
Unterstellt man ein keynesianisches Modell, dann führt eine bestimmte Produktion Y zu einem Einkommen Y, das wiederum eine Konsumnachfrage C auslöst. Diese Konsumnachfrage kann aber insgesamt zu einer Nachfrage führen, die größer oder kleiner als die Produktion/das Einkommen Y ist. Es lässt sich das Gleichgewichtseinkommen bestimmen, bei dem Produktion und Einkommen auf der einen Seite gleich der dadurch ausgelösten Nachfrage auf der anderen Seite sind.
In einer geschlossenen Volkswirtschaft, also ohne Außenhandel, gilt:
(1)                      {\displaystyle Y=C+I+A_{St}}
Die Gesamtnachfrage Y setzt sich aus der Konsum-, der Investitionsnachfrage und den Staatsausgaben, der Nachfrage des Staates, zusammen.
Es werden proportional zum Einkommen Y Steuern T erhoben:
```
                       

  

    

      

        
T

        
=

        
t

        
⋅

        
Y

      

    

    
{\displaystyle T=t\cdot Y}

  

```

Für die keynesianische Konsumnachfrage C gilt:
```
                      

  

    

      

        
C

        
=

        

          
C

          

            
0

          

        

        
+

        
c

        
⋅

        
(

        
Y

        
−

        
T

        
)

      

    

    
{\displaystyle C=C_{0}+c\cdot (Y-T)}

  

```

In Gleichung (1) steht also links Y, rechts kommt aber Y als Größe auch vor. Wie groß muss das Gleichgewichtseinkommen sein, dass das Gleichheitszeichen in (1) gilt?
Das Gleichgewichtseinkommen Y* ist das Produkt aus Multiplikator und der Summe der einkommensunabhängigen Nachfragegrößen (autonome Nachfrage):
{\displaystyle Y^{*}={\frac {1}{1-c+ct}}(C_{0}+I+A_{St})}

{\displaystyle C_{0}}: einkommensunabhängiger (autonomer) privater Konsum 

{\displaystyle A_{St}}: Nachfrage nach Gütern durch den Staat 

{\displaystyle I}: Investitionen der Unternehmer

{\displaystyle t}: Steuersatz 

{\displaystyle c}: marginale Konsumquote
Fordert man, dass die Staatsausgaben voll durch Steuern finanziert werden sollen
{\displaystyle A_{St}=T},
so dass dadurch auch die Staatsausgaben vom Einkommen Y abhängig werden ({\displaystyle A_{St}=T=t\cdot Y}), dann gilt:
{\displaystyle Y^{*}={\frac {1}{1-c+ct-t}}(C_{0}+I)}

Dieses keynesianische Modell lässt sich verfeinern (nicht-lineare Konsumfunktion, Außenwirtschaft). Außerdem können natürlich statt keynesianischer Annahmen auch neoklassische Annahmen über das Investitions- oder Konsumverhalten getroffen werden mit entsprechend anderen Gleichgewichtslösungen für das Inlandsprodukt Y.

Siehe auch: Wirtschaftskreislauf